# Tom Sims (snowboard)
Tom Sims (1950-2012) est un pionnier et un champion américain de snowboard (ou surf de neige). Originaire de Haddonfield dans le New Jersey où il naît en 1950, il est mort le 12 septembre 2012 . En 1963, il invente ce qu'il nomme un « skiboard », l'un des ancêtres du snowboard, après avoir échoué dans son projet initial, fabriquer un skateboard personnalisé. 
Il n'a jamais déposé de licence pour son invention, et cela a conduit à des débats sur le fait qu'il est, ou pas, l'inventeur du snowboard.
Il a doublé Roger Moore lors des cascades de snowboard dans le James Bond Dangereusement vôtre sorti en 1985.